# Pat McGrath
Dame Pat McGrath (Northampton, 11 giugno 1965) è una truccatrice britannica. È stata definita la make-up artist più influente del mondo dalla rivista di moda Vogue, così come dal Time, che nel 2019 l'ha inserita nella lista delle 100 persone più influenti al mondo. Inoltre è stata la prima truccatrice della storia ad essere stata eletta Dame.

## Biografia
Pat McGrath cresce a Northampton, in Inghilterra, con la madre Jean McGrath, sarta giamaicana di fede Testimone di Geova, a cui tra l'altro la McGrath rimanda la propria passione per la moda e il make-up. La McGrath non ha frequentato un professionale corso di moda e trucco, ma ha comunque conseguito, a soli 17 anni, il diploma di arte e disegno al Northampton College, per poi trasferirsi, negli anni '80, a Londra, per iniziare a lavorare con designer come Alexander McQueen e John Galliano, anch'essi alle prime armi.
A proposito della sua professione ha detto: "Adoro essere una make-up artist. Questo lavoro non è mai banale o prevedibile, e ogni servizio fotografico e sfilata sono sempre diversi: ogni volta un'esperienza tutta nuova!".

## Carriera
La svolta nella carriera di Pat arriva durante una collaborazione con Edward Enninful (il fashion editor di I-D) nei primi anni novanta. A metà decennio Pat lavora con gli stilisti Jil Sander e John Galliano, con cui raggiunge il successo internazionale.
Da allora, McGrath ha collaborato con fotografi come Steven Meisel (che raramente lavora senza di lei), Paolo Roversi, Helmut Newton, e Peter Lindbergh. Oltre che su I-D, i suoi lavori sono stati pubblicati in riviste di moda fra cui le edizioni americana, francese e inglese di Vogue, W ed Harper's Bazaar.
Tutt'oggi, Pat partecipa a quattro settimane della moda ogni anno, e nella sua vasta carriera vanta collaborazioni lavorative con grandi nomi dell'alta moda, come Comme des Garçons e le italiane Prada, Miu Miu e Dolce&Gabbana. Ha inoltre progettato la linea di cosmesi Armani nel 1999, e nel 2004 è stata nominata direttore creativo internazionale della statunitense Procter and Gamble, per cui è responsabile della Max Factor e del marchio low cost CoverGirl.
In un'intervista rilasciata a Vogue UK durante la London Fashion Week del settembre 2008, McGrath ha parlato del suo processo creativo, spiegando: "Mi influenzano tantissimo i tessuti, i colori delle collezioni e i volti delle modelle. È sempre una sfida, ma è anche la chiave per fare qualcosa di diverso ogni volta".
Nel 2015 ha lanciato il progetto Pat McGrath Labs., la sua prima linea di prodotti di bellezza, che già nel 2019 è diventata un'azienda da oltre un miliardo di dollari, nonché la linea di bellezza più venduta della britannica Selfridges.
Considera le modelle Naomi Campbell, Hailey Baldwin e Ruby Aldridge le sue muse; in particolare della prima ha dichiarato: "Lavoriamo insieme dalla metà degli anni '90 e lei mi ispira in modi che non avrei mai immaginato. Non c'è nessuno come Naomi!."